# Ranunculus grovesii
Ranunculus grovesii är en ranunkelväxtart som beskrevs av George Claridge Druce. Ranunculus grovesii ingår i släktet ranunkler, och familjen ranunkelväxter. Inga underarter finns listade i Catalogue of Life.